# Ehsan Bayat
Ehsan Bayat (persisch احسان‌الله بیات – Eḥsānullāh Bayāt; * 1963 in Kabul) ist ein aus Afghanistan stammender amerikanischer Unternehmer.

## Leben
Bayat entstammt einer prominenten schiitischen Familie von Geschäftsleuten und Akademikern. Ehsan Bayat besuchte nach seinem Abitur die medizinische Schule in Kabul, um Arzt zu werden, ging dann aber 1980 in die USA, wo er einen Hochschulabschluss als Techniker erwarb. In New York wurde er ein erfolgreicher Unternehmer und amerikanischer Staatsbürger.
1995, bevor die Taliban an die Macht kamen, gründete er zusammen mit Gary Breshinsky († 2003) und einem weiteren die Telephone Systems International Ltd. (TSI) in Parsippany, New Jersey, in der Absicht, in Afghanistan ein Mobilfunknetz aufbauen. Im September 1998, bevor es in den USA staatliche Beschränkungen gab, schlossen sie hierfür einen Vertrag über 240 Millionen US-Dollar, wohl mit den Taliban.
Im Juli 1999 wollten sie die Anordnung von Präsident Bill Clinton, keine Geschäfte mit den Taliban zu machen, zunächst ignorieren, legten die Pläne dann aber auf Eis. Breshinsky stieg aus.
2001 ging Bayat zurück nach Afghanistan und gründete Afghan Wireless Communications Company (AWCC), an der TSI zu 80 % und das afghanische Ministerium für Kommunikation zu 20 % beteiligt sind. Im April 2004 nahmen sie den Mobilfunkdienst auf.
Er gründete ferner Ariana Television Network und eine wohltätige Stiftung Bayat Foundation.